# Jenkovce
Jenkovce (ungarisch Jenke) ist eine Gemeinde im äußersten Osten der Slowakei mit 407 Einwohnern (Stand 31. Dezember 2024), die zum Okres Sobrance, einem Kreis des Košický kraj, gehört.

## Geographie
Die Gemeinde befindet sich im Osten des Ostslowakischen Tieflands, am Kanal Veľké Revištia-Bežovce, im Einzugsgebiet des Uh. Das Ortszentrum liegt auf einer Höhe von 114 m n.m. und ist 12 Kilometer von Sobrance entfernt.
Nachbargemeinden sind Sejkov im Norden, Nižné Nemecké im Osten, Záhor im Süden, Bežovce im Südwesten, Tašuľa im Westen und Kristy im Nordwesten.

## Geschichte
Jenkovce wurde zum ersten Mal 1288 in einer Urkunde von Ladislaus IV. als Inke schriftlich erwähnt, weitere historische Bezeichnungen sind unter anderen Jenke (1357), Lenke (1359), Jeke, Jekow (1427) und Jenkowce (1808). Im 14. Jahrhundert war das Dorf Besitz von Familien wie Jenkey und Leszteméry, ein Teile gehörte dem Herrschaftsgebiet von Großmichel, im 18. Jahrhundert gehörten die Ortsgüter den Familien Horváth und Mokcsay, im 19. Jahrhundert der Familie Ibranyi. 1427 wurden 23 Porta verzeichnet, 1715 gab es sieben Untertanen-Haushalte. 1828 zählte man 83 Häuser und 725 Einwohner, die als Gärtner und Landwirte tätig waren.
Bis 1918/1919 gehörte der im Komitat Ung liegende Ort zum Königreich Ungarn und kam danach zur Tschechoslowakei beziehungsweise heute Slowakei. In der Zeit der ersten tschechoslowakischen Republik waren die Einwohner als Fuhrleute, Landwirte, Sticker und Weber beschäftigt. Als Folge des Slowakisch-Ungarischen Kriegs war der Ort von 1939 bis 1944 noch einmal Teil Ungarns. Nach dem Zweiten Weltkrieg wurde 1957 die örtliche Einheitliche landwirtschaftliche Genossenschaft (Abk. JRD) gegründet, ein Teil der Einwohner pendelte zur Arbeit in das Staatsgut Kristy, nach Košice (dort insb. in den Ostslowakischen Stahlwerken) sowie Ostrava.

## Bevölkerung
| Jahr                | 1994 | 2004    | 2014    | 2024    |
| ------------------- | ---- | ------- | ------- | ------- |
| Anzahl der Personen | 416  | 429     | 449     | 407     |
| Unterschied         |      | +3,12 % | +4,66 % | −9,35 % |

| Jahr                | 2023 | 2024    |
| ------------------- | ---- | ------- |
| Anzahl der Personen | 410  | 407     |
| Unterschied         |      | −0,73 % |

Nach der Volkszählung 2011 wohnten in Jenkovce 453 Einwohner, davon 431 Slowaken, neun Ukrainer und acht Tschechen. Fünf Einwohner machten keine Angabe zur Ethnie.
191 Einwohner bekannten sich zur römisch-katholischen Kirche, 135 Einwohner zur reformierten Kirche, 54 Einwohner zur griechisch-katholischen Kirche, 24 Einwohner zu den Zeugen Jehovas, 18 Einwohner zur evangelisch-methodistischen Kirche, fünf Einwohner zur orthodoxen Kirche, jeweils vier Einwohner zu den Siebenten-Tags-Adventisten und zur orthodoxen Kirche sowie jeweils zwei Einwohner zu den Brethren und zur Evangelischen Kirche A. B. Neun Einwohner waren konfessionslos und bei 10 Einwohnern wurde die Konfession nicht ermittelt.

## Bauwerke
- reformierte (calvinistische) Kirche im neoklassizistischen Stil aus dem Jahr 1903[6]
- römisch-katholische Stephanskirche im klassizistischen Stil aus dem Jahr 1770, 1886 und 1893 neu gestaltet, 1923–1924 erneuert[7]
- Landsitz im klassizistischen Stil aus dem frühen 19. Jahrhundert, heute Sitz der Gemeindeverwaltung[8]

## Verkehr
Durch Jenkovce führt die Cesta III. triedy 3754 („Straße 3. Ordnung“) von Sobrance (Anschluss an die Cesta I. triedy 19 („Straße 1. Ordnung“)) heraus und weiter nach Lekárovce und schließlich Veľké Kapušany. Im Ort beginnen die Cesta III. triedy 3809 nach Záhor und die Cesta III. triedy 3810 Richtung Nižné Nemecké.

## Söhne und Töchter der Gemeinde
- Tihamér Margitay (1859–1922), ungarischer Maler